# Carmin
Carmín è una telenovela peruviana prodotta tra il 1985 e il 1986 da Luis Llosa, divisa in 3 stagioni per un totale di 425 puntate.

## Trama
La telenovela racconta la storia di Fiorella Menchelli, una ragazza vanitosa e capricciosa, orfana di padre e madre, che vive in una spettacolare villa insieme a sua zia, Claudia.
Fiorella studia disegno in un esclusivo istituto per ragazze, "Stella Maris", ed è molto popolare tra le compagne. Nonostante appaia una persona sicura di sé e apparentemente frivola, Fiorella sta per cambiare il suo carattere grazie all'amore.
Infatti un giorno si imbatte nel suo nuovo professore di storia dell'arte, Mariano Tovar, e si innamora di lui. Il professore è però rimane affascinato da Claudia, zia della ragazza. Così da questo momento zia e nipote diventeranno rivali in amore, ma alla fine sarà Fiorella a spuntarla e a sposare Mariano. Dopo il matrimonio tra Mariano e Fiorella però la trama si sposta su una compagna di scuola di Fiorella, Monica Marreno e nasce così la storia d'amore tra Rodrigo Tovar (Fratello di Mariano) e Monica, una storia tormentata e ostacolata dal padre, separato da sua moglie, che non sopporta la relazione tra sua figlia e quel ragazzo, dopo varie rotture e riconciliazioni, Monica decide di concedergli un'ultima opportunità, ma suo padre dopo essere stato picchiato da dei malviventi, pensando che dietro ci fosse Rodrigo, architetta un diabolico piano: fa picchiare Rodrigo e manda Gisella Guadalupe (innamorata anche lei di Rodrigo e rivale di Monica) a casa di Rodrigo con una scusa, lei approfittando anche dello stato di salute precario di Rodrigo per via delle botte subite, si installa a casa sua, il padre di Monica così manda sua figlia a casa di Rodrigo e quando lei vede che Gisella è a casa sua decide di rompere per sempre con lui, e di sposarsi con uno spagnolo, ma Rodrigo irrompe nella chiesa durante il matrimonio e rapisce Monica con una pistola giocattolo, Monica allora capisce che Rodrigo è davvero innamorato di lei e si rimette con lui, nel frattempo Claudia piena di rancore nei confronti di Fiorella decide di scaricare la sua vendetta verso tutti gli abitanti della casa in cui abitava e da cui Fiorella la scacciò dopo aver raggiunto i 18 anni, casa che le spettava di diritto, così si fa credere morta e fa un sacco di dispetti a coloro che Fiorella ha preso a vivere lì, cercando anche di ucciderli, ma alla fine viene scoperta e arrestata
| Stagione         | Puntate | Prima TV originale | Prima TV Italia |
| ---------------- | ------- | ------------------ | --------------- |
| Prima stagione   | 120     | 1985               | 1986            |
| Seconda stagione | 100     | 1986               | 1987-1988       |

## Personaggi e interpreti
- Patricia Pereyra, interpreta Fiorella Menchelli: è la protagonista della serie è una presuntuosa e capricciosa ragazza si innamora del suo insegnante vive con la zia perché orfana.
- Roberto Moll, interpreta Mariano Tovar: è il protagonista della serie è un giovane corretto vive con la sua mamma e il fratello. Si innamora della sua alumna.
- Lourdes Berninzon, interpreta Claudia Menchelli:  è la protagonista della serie è una donna distinta vive con sua nipote la sua vita cambia quando incontra Mariano.